# Вечно молодой (фильм, 2017)
«Вечно молодой» (фр. Rock'n Roll) — французский трагикомедийный фильм 2017 года, поставленный режиссёром Гийомом Кане.

## Сюжет
Гийом Кане — французский актёр, живущий со своей женой Марион Котийяр и сыном Люсьеном. Сам Гийом испытывает кризис среднего возраста, и опасается, что ему дают играть роль уже почти пожилых людей. Поэтому он решает изменить свою жизнь.

## В ролях
Большинство актёров основного состава сыграли в фильме самих себя.
- Гийом Кане
- Марион Котийяр
- Филипп Лефевр
- Жиль Лелуш
- Камилль Роу
- Кев Адамс
- Бен Фостер
- Максим Нуччи
- Ярол Пупо
- Иван Атталь
- Ален Атталь
- Джонни Холлидей
- Летиция Халлидей
- Фабрис Лами

## Дополнительные материалы
- Гийом Кане был номинирован на премию «Сезар», как лучший актёр главной роли, но награды не получил[1].
- Для музыканта и актёра Джонни Холлидея, ушедшего из жизни 5 декабря 2017 года, роль в фильме стала одной из последних работ[2].